# Stará Myjava
Stará Myjava (deutsch Altmiawa, ungarisch Ómiava) ist eine Gemeinde im Westen der Slowakei.

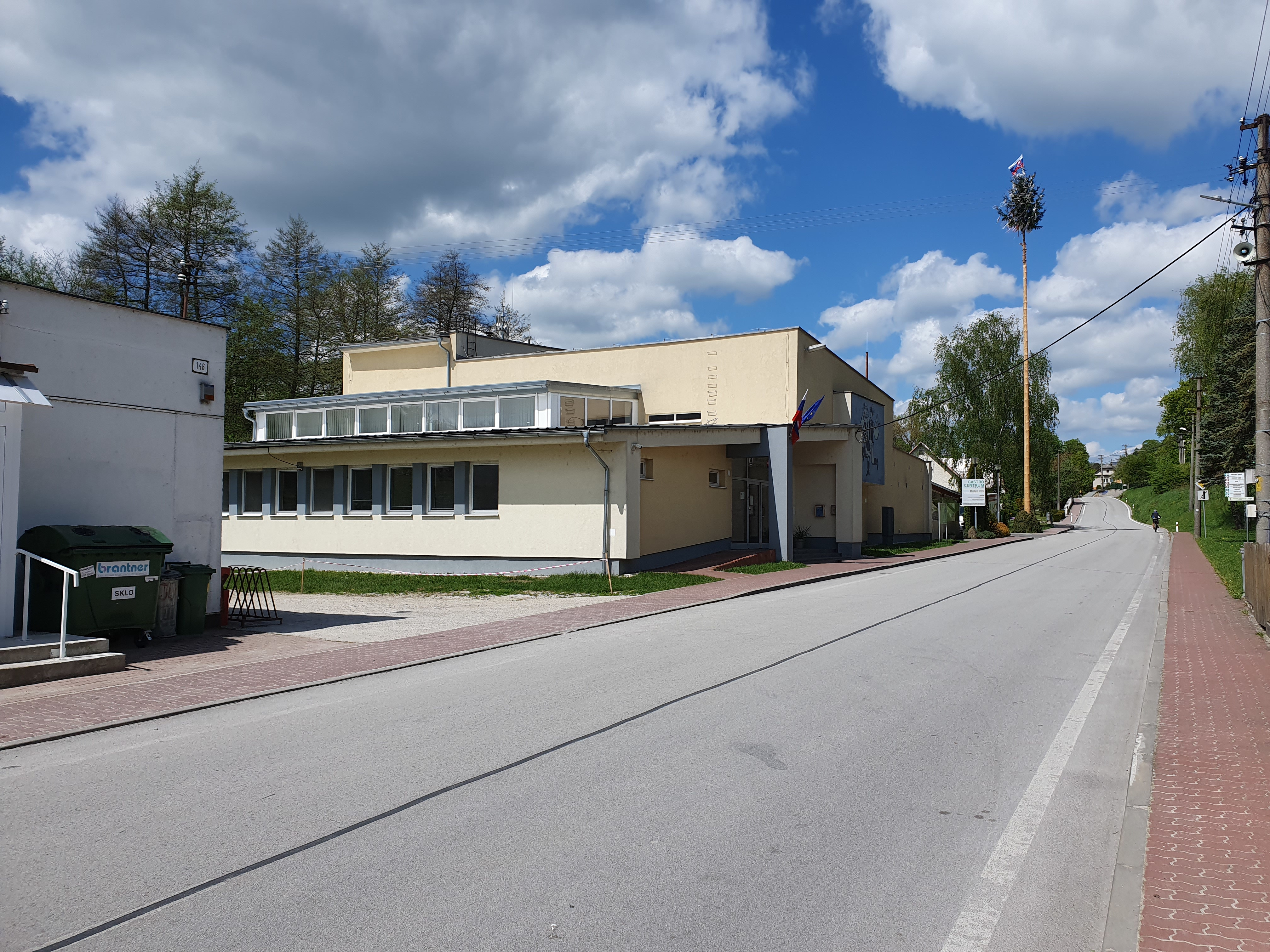

## Lage und Allgemeines
Die erste geschichtliche Erwähnung von Stará Myjava geht auf das Jahr 1583 zurück.
Die Gemeinde liegt im Hügelland zwischen den Kleinen Karpaten im Süden und den Weißen Karpaten im Norden. Nové Mesto nad Váhom liegt zirka 30 Kilometer östlich der Gemeinde, Myjava zirka 3 Kilometer westlich, Senica etwa 20 Kilometer westlich.
Die Gemeinde entstand am 1. April 1955 durch Ausgliederung mehrerer Ansiedlungen aus der Stadt Myjava.

## Bevölkerung
| Jahr                | 1994 | 2004    | 2014    | 2024    |
| ------------------- | ---- | ------- | ------- | ------- |
| Anzahl der Personen | 725  | 730     | 733     | 766     |
| Unterschied         |      | +0,68 % | +0,41 % | +4,50 % |

| Jahr                | 2023 | 2024    |
| ------------------- | ---- | ------- |
| Anzahl der Personen | 744  | 766     |
| Unterschied         |      | +2,95 % |